# Azerbajdzjan i olympiska sommarspelen 2012
Azerbajdzjan deltog vid de olympiska sommarspelen 2012 i London, Storbritannien, som arrangerades mellan den 27 juli och den 12 augusti 2012.

## Medaljörer
| Medalj | Namn                   | Sport         | Gren                            |
| ------ | ---------------------- | ------------- | ------------------------------- |
| Guld   | Toghrul Asgarov        | Brottning     | Herrarnas 60 kg fristil         |
| Guld   | Sjarif Sjarifov        | Brottning     | Herrarnas 84 kg fristil         |
| Silver | Rovsjan Bajramov       | Brottning     | Herrarnas 55 kg grekisk-romersk |
| Silver | Marija Stadnik         | Brottning     | Damernas 48 kg fristil          |
| Brons  | Valentin Christov      | Tyngdlyftning | Herrarnas 56 kg                 |
| Brons  | Emin Ahmadov           | Brottning     | Herrarnas 74 kg grekisk-romersk |
| Brons  | Julija Ratkevitj       | Brottning     | Damernas 55 kg fristil          |
| Brons  | Tejmur Mammadov        | Boxning       | Herrarnas tungvikt              |
| Brons  | Magomedrasul Madzjidov | Boxning       | Herrarnas supertungvikt         |
| Brons  | Chetag Gazjumov        | Brottning     | Herrarnas 96 kg fristil         |

## Resultat

### Boxning
Hittills har en azerbajdzjansk boxare kvalificerat sig till OS, detta i herrars medelvikt (73 kg).
- Medelvikt, herrar (73 kg) – Soltan Migitinov[2]

Herrar
| Boxare                | Gren            | Sextondelsfinal         | Åttondelsfinal           | Kvartsfinal            | Semifinal                | Final                | Final            |
| Boxare                | Gren            | Motståndare Resultat    | Motståndare Resultat     | Motståndare Resultat   | Motståndare Resultat     | Motståndare Resultat | Placering        |
| --------------------- | --------------- | ----------------------- | ------------------------ | ---------------------- | ------------------------ | -------------------- | ---------------- |
| Elvin Mamisjzadeh     | Flugvikt        | Tögstsogt (MGL) L 11–18 | Gick inte vidare         | Gick inte vidare       | Gick inte vidare         | Gick inte vidare     | Gick inte vidare |
| Magomed Abdulhamidov  | Bantamvikt      | BYE                     | Shimizu (JPN) L RSC*     | Gick inte vidare       | Gick inte vidare         | Gick inte vidare     | Gick inte vidare |
| Hejbatulla Hajialijev | Lätt weltervikt | Houya (TUN) L 16–19     | Gick inte vidare         | Gick inte vidare       | Gick inte vidare         | Gick inte vidare     | Gick inte vidare |
| Soltan Migitinov      | Mellanvikt      | Hikal (EGY) W 20–12     | Florentino (BRA) L 11–24 | Gick inte vidare       | Gick inte vidare         | Gick inte vidare     | Gick inte vidare |
| Vatan Husejnli        | Lätt tungvikt   | Góngora (ECU) L 8–9     | Gick inte vidare         | Gick inte vidare       | Gick inte vidare         | Gick inte vidare     | Gick inte vidare |
| Tejmur Mammadov       | Tungvikt        | i.u.                    | Opetaia (AUS) W 12–11    | Karnejeu (BLR) W 19–19 | Russo (ITA) L 13–15      | Gick inte vidare     | 3                |
| Magomedrasul Majidov  | Supertungvikt   | i.u.                    | Mwamba (COD) W RSC       | Omarov (RUS) W 17–14   | Cammarelle (ITA) L 12–13 | Gick inte vidare     | 3                |

Damer
| Boxare           | Gren       | Åttondelsfinal       | Kvartsfinal          | Semifinal            | Final                | Final            |
| Boxare           | Gren       | Motståndare Resultat | Motståndare Resultat | Motståndare Resultat | Motståndare Resultat | Placering        |
| ---------------- | ---------- | -------------------- | -------------------- | -------------------- | -------------------- | ---------------- |
| Elena Vystropova | Mellanvikt | Ogoke (NGR) L 12–14  | Gick inte vidare     | Gick inte vidare     | Gick inte vidare     | Gick inte vidare |

### Brottning
Herrar, fristil
| Brottare             | Gren    | Kvalomgång           | Åttondelsfinal         | Kvartsfinal            | Semifinal             | Återkval 1           | Återkval 2            | Final / Brons        | Final / Brons |
| Brottare             | Gren    | Motståndare Resultat | Motståndare Resultat   | Motståndare Resultat   | Motståndare Resultat  | Motståndare Resultat | Motståndare Resultat  | Motståndare Resultat | Placering     |
| -------------------- | ------- | -------------------- | ---------------------- | ---------------------- | --------------------- | -------------------- | --------------------- | -------------------- | ------------- |
| Toghrul Asgarov      | -60 kg  | BYE                  | Schleicher (GER) W 3–1 | K Yumoto (JPN) W 3–1   | Scott (USA) W 3–0     | BYE                  | BYE                   | Kudukhov (RUS) W 3–0 | 1             |
| Jabrajil Hasanov     | -66 kg  | BYE                  | Bazan (BUL) W 3–1      | Shabanau (BLR) W 3–1   | Yonemitsu (JPN) L 0–3 | BYE                  | BYE                   | L López (CUB) L 1–3  | 5             |
| Asjraf Alijev        | -74 kg  | Takatani (JPN) W 3–0 | Tsargush (RUS) L 1–3   | Gick inte vidare       | Gick inte vidare      | Gick inte vidare     | Gick inte vidare      | Gick inte vidare     | 9             |
| Sjarif Sjarifov      | -84 kg  | BYE                  | Bölükbaşı (TUR) W 3–1  | Herbert (USA) W 3–1    | Lashgari (IRI) W 3–1  | BYE                  | BYE                   | Espinal (PUR) W 3–1  | 1             |
| Chetag Gazjumov      | -96 kg  | BYE                  | Sheikhau (BLR) W 3–0   | Andriitsev (UKR) L 1–3 | Gick inte vidare      | BYE                  | Iskandari (TJK) W 3–1 | Yazdani (IRI) W      | 3             |
| Jamaladdin Magomedov | -120 kg | Makhov (RUS) L 0–3   | Gick inte vidare       | Gick inte vidare       | Gick inte vidare      | Gick inte vidare     | Gick inte vidare      | Gick inte vidare     | 16            |

Herrar, grekisk-romersk stil
| Brottare         | Gren   | Kvalomgång           | Åttondelsfinal         | Kvartsfinal              | Semifinal               | Återkval 1           | Återkval 2           | Final / brons             | Final / brons |
| Brottare         | Gren   | Motståndare Resultat | Motståndare Resultat   | Motståndare Resultat     | Motståndare Resultat    | Motståndare Resultat | Motståndare Resultat | Motståndare Resultat      | Placering     |
| ---------------- | ------ | -------------------- | ---------------------- | ------------------------ | ----------------------- | -------------------- | -------------------- | ------------------------- | ------------- |
| Rovsjan Bajramov | -55 kg | Semenov (RUS) W 3–0  | Mango (USA) W 3–0      | Li Sj (CHN) W 3–0        | Choi G-J (KOR) W 3–0    | BYE                  | BYE                  | Sourian (IRI) L 0–3       | 2             |
| Hasan Alijev     | -60 kg | BYE                  | Berge (NOR) W 3–1      | Jung J-H (KOR) W 3–0     | Lashkhi (GEO) L 1–3     | BYE                  | BYE                  | Kuramagomedov (RUS) L 0–3 | 5             |
| Emin Ahmadov     | -74 kg | BYE                  | Žugaj (CRO) W 3–0      | Datunashvili (GEO) W 3–0 | Julfalakyan (ARM) L 0–3 | BYE                  | BYE                  | Kikiniou (BLR) W 3–1      | 3             |
| Saman Tahmasebi  | -84 kg | BYE                  | Gegeshidze (GEO) L 1–3 | Gick inte vidare         | Gick inte vidare        | Gick inte vidare     | Gick inte vidare     | Gick inte vidare          | 11            |
| Sjalva Gadabadze | -96 kg | BYE                  | Totrov (RUS) L 1–3     | Gick inte vidare         | Gick inte vidare        | BYE                  | Lidberg (SWE) L 1–3  | Gick inte vidare          | 10            |

Damer, fristil
| Brottare         | Gren   | Kvalomgång           | Åttondelsfinal          | Kvartsfinal           | Semifinal            | Återkval 1           | Återkval 2           | Final / brons         | Final / brons |
| Brottare         | Gren   | Motståndare Resultat | Motståndare Resultat    | Motståndare Resultat  | Motståndare Resultat | Motståndare Resultat | Motståndare Resultat | Motståndare Resultat  | Placering     |
| ---------------- | ------ | -------------------- | ----------------------- | --------------------- | -------------------- | -------------------- | -------------------- | --------------------- | ------------- |
| Marija Stadnik   | -48 kg | BYE                  | Chun (USA) W 3–0        | Matkowska (POL) W 3–1 | Merleni (UKR) W 3–0  | BYE                  | BYE                  | Obara (JPN) L 1–3     | 2             |
| Julija Ratkevitj | -55 kg | BYE                  | Prevolaraki (GRE) W 3–0 | Yoshida (JPN) L 0–3   | Gick inte vidare     | BYE                  | Campbell (USA) W 0–3 | Zjolobova (RUS) W 3–1 | 3             |

### Cykling
Damer
| Cyklist        | Gren      | Tid             | Placering       |
| -------------- | --------- | --------------- | --------------- |
| Elena Tchalykh | Linjelopp | Fullföljde inte | Fullföljde inte |
| Elena Tchalykh | Tempolopp | 41:47,06        | 20              |

### Friidrott
Azerbajdzjan kvalificerade tre idrottare till de olympiska spelen 2012.
- Släggkastning, herrar – Dimitrj Marsjin[3]

Förkortningar
- Notera – Placeringar gäller endast den tävlandes eget heat
- Q = Kvalificerade sig till nästa omgång via placering
- q = Kvalificerade sig på tid eller, i fältgrenarna, på placering utan att ha nått kvalgränsen
- NR = Nationellt rekord
- N/A = Omgången inte möjlig i grenen
- Bye = Idrottaren behövde inte delta i omgången

Herrar
Bana och väg
| Idrottare       | Gren    | Heat     | Heat      | Final    | Final     |
| Idrottare       | Gren    | Resultat | Placering | Resultat | Placering |
| --------------- | ------- | -------- | --------- | -------- | --------- |
| Hayle Ibrahimov | 5 000 m | 13:25,23 | 1 Q       | 13:45,37 | 9         |

Fältgrenar
| Idrottare       | Gren          | Kval  | Kval      | Final            | Final            |
| Idrottare       | Gren          | Längd | Placering | Längd            | Placering        |
| --------------- | ------------- | ----- | --------- | ---------------- | ---------------- |
| Dmitriy Marshin | Släggkastning | 72,85 | 19        | Gick inte vidare | Gick inte vidare |

Damer
Bana och väg
| Idrottare         | Event   | Heat     | Heat      | Final            | Final            |
| Idrottare         | Event   | Resultat | Placering | Resultat         | Placering        |
| ----------------- | ------- | -------- | --------- | ---------------- | ---------------- |
| Layes Abdullayeva | 5 000 m | 15:45,69 | 17        | Gick inte vidare | Gick inte vidare |

### Fäktning
- Huvudartikel: Fäktning vid olympiska sommarspelen 2012

Damer
| Idrottare     | Gren                | Omgång 1              | Omgång 2              | Omgång 3          | Kvartsfinal       | Semifinal         | Final / BM        | Final / BM       |
| Idrottare     | Gren                | Motståndare Poäng     | Motståndare Poäng     | Motståndare Poäng | Motståndare Poäng | Motståndare Poäng | Motståndare Poäng | Placering        |
| ------------- | ------------------- | --------------------- | --------------------- | ----------------- | ----------------- | ----------------- | ----------------- | ---------------- |
| Sabina Mikina | Sabel, individuellt | Bujdoso (GER) W 16–13 | Charlan (UKR) L 10–15 | Gick inte vidare  | Gick inte vidare  | Gick inte vidare  | Gick inte vidare  | Gick inte vidare |

### Gymnastik
- Huvudartikel: Gymnastik vid olympiska sommarspelen 2012

#### Artistisk
Herrar
| Idrottare          | Gren     | Kval    | Kval    | Kval    | Kval    | Kval    | Kval    | Kval   | Kval      | Final            | Final            | Final            | Final            | Final            | Final            | Final            | Final            |
| Idrottare          | Gren     | Redskap | Redskap | Redskap | Redskap | Redskap | Redskap | Totalt | Placering | Redskap          | Redskap          | Redskap          | Redskap          | Redskap          | Redskap          | Totalt           | Placering        |
| Idrottare          | Gren     | F       | PH      | R       | V       | PB      | HB      | Totalt | Placering | F                | PH               | R                | V                | PB               | HB               | Totalt           | Placering        |
| ------------------ | -------- | ------- | ------- | ------- | ------- | ------- | ------- | ------ | --------- | ---------------- | ---------------- | ---------------- | ---------------- | ---------------- | ---------------- | ---------------- | ---------------- |
| Sjakir Sjichalijev | Mångkamp | 14,600  | 12,866  | 13,166  | 15,433  | 13,666  | 10,633  | 80,364 | 40        | Gick inte vidare | Gick inte vidare | Gick inte vidare | Gick inte vidare | Gick inte vidare | Gick inte vidare | Gick inte vidare | Gick inte vidare |

#### Rytmisk
| Idrottare      | Gren         | Kval   | Kval     | Kval   | Kval   | Kval    | Kval      | Final  | Final    | Final  | Final  | Final   | Final     |
| Idrottare      | Gren         | Boll   | Tunnband | Käglor | Band   | Totalt  | Placering | Boll   | Tunnband | Käglor | Band   | Totalt  | Placering |
| -------------- | ------------ | ------ | -------- | ------ | ------ | ------- | --------- | ------ | -------- | ------ | ------ | ------- | --------- |
| Alija Garajeva | Individuellt | 27,450 | 28,350   | 27,850 | 28,200 | 111,850 | 3 Q       | 27,925 | 27,825   | 27,575 | 28,250 | 111,575 | 4         |

### Judo
Herrar
| Idrottare       | Gren                     | 32-delsfinal                     | Sextondelsfinal             | Åttondelsfinal                 | Kvartsfinal                 | Semifinal            | Återkval                    | Bronsmatch           | Final                | Final            |
| Idrottare       | Gren                     | Motståndare Resultat             | Motståndare Resultat        | Motståndare Resultat           | Motståndare Resultat        | Motståndare Resultat | Motståndare Resultat        | Motståndare Resultat | Motståndare Resultat | Placering        |
| --------------- | ------------------------ | -------------------------------- | --------------------------- | ------------------------------ | --------------------------- | -------------------- | --------------------------- | -------------------- | -------------------- | ---------------- |
| Ilgar Mushkiyev | Extra lättvikt (-60 kg)  | BYE                              | Davtyan (ARM) L 0000–0101   | Gick inte vidare               | Gick inte vidare            | Gick inte vidare     | Gick inte vidare            | Gick inte vidare     | Gick inte vidare     | Gick inte vidare |
| Tarlan Karimov  | Halv lättvikt (-66 kg)   | BYE                              | Mogushkov (RUS) W 0021–0011 | Awad (EGY) W 0000–0002         | Uriarte (ESP) L 0001–0021   | Gick inte vidare     | Zagrodnik (POL) L 0000–0010 | Gick inte vidare     | Gick inte vidare     | 7                |
| Rustam Orujov   | Lättvikt (-73 kg)        | BYE                              | van Zyl (RSA) W 0100–0101   | Isaev (RUS) L 0000–1001        | Gick inte vidare            | Gick inte vidare     | Gick inte vidare            | Gick inte vidare     | Gick inte vidare     | Gick inte vidare |
| Elnur Mammadli  | Halv mellanvikt (-81 kg) | Valois-Fortier (CAN) L 0001–0001 | Gick inte vidare            | Gick inte vidare               | Gick inte vidare            | Gick inte vidare     | Gick inte vidare            | Gick inte vidare     | Gick inte vidare     | Gick inte vidare |
| Elkhan Mammadov | Mellanvikt (-90 kg)      | i.u.                             | Lambert (GER) W 0111–0001   | Song D-N (KOR) L 0011–0000     | Gick inte vidare            | Gick inte vidare     | Gick inte vidare            | Gick inte vidare     | Gick inte vidare     | Gick inte vidare |
| Elmar Gasimov   | Halv tungvikt (-100 kg)  | i.u.                             | Rakov (KAZ) W 0000–0011     | Zhorzholiani (GEO) W 0011–0002 | Hwang H-T (KOR) L 0002–0021 | Gick inte vidare     | Sayidov (UZB) L 0000–1000   | Gick inte vidare     | Gick inte vidare     | 7                |

Damer
| Idrottare        | Gren                     | Sextondelsfinal              | Åttondelsfinal              | Kvartsfinal          | Semifinal            | Återkval             | Bronsmatch           | Final                | Final            |
| Idrottare        | Gren                     | Motståndare Resultat         | Motståndare Resultat        | Motståndare Resultat | Motståndare Resultat | Motståndare Resultat | Motståndare Resultat | Motståndare Resultat | Placering        |
| ---------------- | ------------------------ | ---------------------------- | --------------------------- | -------------------- | -------------------- | -------------------- | -------------------- | -------------------- | ---------------- |
| Kifayat Gasimova | Lättvikt (-57 kg)        | BYE                          | Matsumoto (JPN) L 0000–0010 | Gick inte vidare     | Gick inte vidare     | Gick inte vidare     | Gick inte vidare     | Gick inte vidare     | Gick inte vidare |
| Ramila Yusubova  | Halv mellanvikt (-63 kg) | Hayytbaeva (TKM) W 0111–0000 | Joung D-W (KOR) L 1000–0000 | Gick inte vidare     | Gick inte vidare     | Gick inte vidare     | Gick inte vidare     | Gick inte vidare     | Gick inte vidare |

### Kanotsport
Sprint
| Kanotist                          | Gren                | Heat     | Heat      | Semifinal        | Semifinal        | Final            | Final            |
| Kanotist                          | Gren                | Tid      | Placering | Tid              | Placering        | Tid              | Placering        |
| --------------------------------- | ------------------- | -------- | --------- | ---------------- | ---------------- | ---------------- | ---------------- |
| Valentin Demjanenko               | Herrarnas C1 200 m  | 44.194   | 7         | Gick inte vidare | Gick inte vidare | Gick inte vidare | Gick inte vidare |
| Sergej Bezuglij Maksim Prokopenko | Herrarnas C2 1000 m | 3:38.042 | 1 FA      | BYE              | BYE              | 3:37.219         | 4                |

### Rodd
Herrar
| Idrottare              | Gren          | Heat    | Heat      | Återkval | Återkval  | Kvartsfinal | Kvartsfinal | Semifinal | Semifinal | Final   | Final     | Final |
| Idrottare              | Gren          | Tid     | Placering | Tid      | Placering | Tid         | Placering   | Tid       | Placering | Tid     | Placering |       |
| ---------------------- | ------------- | ------- | --------- | -------- | --------- | ----------- | ----------- | --------- | --------- | ------- | --------- | ----- |
| Aleksandar Aleksandrov | Singelsculler | 6:49,81 | 2 Q       | BYE      | BYE       | 6:56,36     | 3 SA/B      | 7:20,80   | 3 FA      | 7:09,42 | 5         |       |

Damer
| Idrottare           | Gren          | Heat    | Heat      | Återkval | Återkval  | Kvartsfinal | Kvartsfinal | Semifinal | Semifinal | Final   | Final     | Final |
| Idrottare           | Gren          | Tid     | Placering | Tid      | Placering | Tid         | Placering   | Tid       | Placering | Tid     | Placering |       |
| ------------------- | ------------- | ------- | --------- | -------- | --------- | ----------- | ----------- | --------- | --------- | ------- | --------- | ----- |
| Natalja Mustafayeva | Singelsculler | 7:46,01 | 2 Q       | BYE      | BYE       | 8:00,26     | 3 SA/B      | 8:06,83   | 6 FB      | 8:23,64 | 12        |       |

### Skytte
Azerbajdzjan har säkrat en kvotplats i följande grenar:
- Yradä Asjumova – 25 m pistol, damer

### Taekwondo
Azerbajdzjan hade två kvotplatser till taekwondo vid de olympiska spelen.
- 67 kg, damer – Farida Azizova
- 80 kg, herrar – Ramin Azizov

| Idrottare      | Gren             | Åttondelsfinaler     | Kvartsfinaler         | Semifinaer           | Återkval             | Bronsmatch           | Final                | Final            |
| Idrottare      | Gren             | Motståndare Resultat | Motståndare Resultat  | Motståndare Resultat | Motståndare Resultat | Motståndare Resultat | Motståndare Resultat | Placering        |
| -------------- | ---------------- | -------------------- | --------------------- | -------------------- | -------------------- | -------------------- | -------------------- | ---------------- |
| Ramin Azizov   | Herrarnas −80 kg | Lopez (USA) W 3–2    | Sarmiento (ITA) L 1–2 | Gick inte vidare     | Gick inte vidare     | Gick inte vidare     | Gick inte vidare     | Gick inte vidare |
| Farida Azizova | Damernas −67 kg  | Sergerie (CAN) L 0–1 | Gick inte vidare      | Gick inte vidare     | Gick inte vidare     | Gick inte vidare     | Gick inte vidare     | Gick inte vidare |

## Ridsport

### Hoppning
| Tävlande      | Häst    | Kvalifikation | Kvalifikation | Kvalifikation | Kvalifikation | Kvalifikation | Kvalifikation   | Kvalifikation   | Kvalifikation   | Final           | Final           | Final           | Final           | Final           | Total     |
| Tävlande      | Häst    | Runda 1       | Runda 1       | Runda 2       | Runda 2       | Runda 2       | Runda 3         | Runda 3         | Runda 3         | Runda A         | Runda A         | Runda B         | Runda B         | Runda B         | Total     |
| Tävlande      | Häst    | Straff        | Placering     | Straff        | Total         | Placering     | Straff          | Total           | Placering       | Straff          | Placering       | Straff          | Totalt          | Placering       | Placering |
| ------------- | ------- | ------------- | ------------- | ------------- | ------------- | ------------- | --------------- | --------------- | --------------- | --------------- | --------------- | --------------- | --------------- | --------------- | --------- |
| Jamal Rahimov | Warrior | 5             | 53            | 13            | 18            | 60            | Ej kvalificerad | Ej kvalificerad | Ej kvalificerad | Ej kvalificerad | Ej kvalificerad | Ej kvalificerad | Ej kvalificerad | Ej kvalificerad | 60        |